# Lätt weltervikt i boxning vid olympiska sommarspelen 1988
Resultat från boxning vid olympiska sommarspelen 1988 och herrarnas lätta weltervikt. Boxarna vägde under 63,5 kg. Tävlingarna arrangerades i Chamshil Students' Gymnasium i Seoul.

## Medaljörer
| Klass           | Guld                                 | Silver                      | Brons                      |
| Lätt weltervikt | Vjatjeslav Janovskij · Sovjetunionen | Grahame Cheney · Australien | Reiner Gies · Västtyskland |
| Lätt weltervikt | Vjatjeslav Janovskij · Sovjetunionen | Grahame Cheney · Australien | Lars Myrberg · Sverige     |

## Resultat

### Första rundan
| Vinnare                      | Resultat      | Förlorare                 |
| Första rundan                | Första rundan | Första rundan             |
| ---------------------------- | ------------- | ------------------------- |
| Lars Myrberg (SWE)           | RSC-1         | Handhal al-Harithy (OMA)  |
| Ludovic Proto (FRA)          | WO            | Mpuco Makama (USA)        |
| Mark Elliott (GBR)           | 5-0           | Tomas Ruíz (ESP)          |
| Vjatjeslav Janovskij (URS)   | RSC-2         | Søren Søndergaard (DEN)   |
| Rashi Ali Hadj Matumla (TAN) | RSC-1         | Dieudonne Kouassi (CIV)   |
| Lyton Mphande (MAW)          | 5-0           | Ihapat Singh Bhujel (NEP) |
| Khalid Rahilou (MAR)         | RSC-3         | Avaavau Avaavau (SAM)     |
| Anthony Mwamba (ZAM)         | 5-0           | Kunihiro Miura (JPN)      |
| Anoumou Aguiar (NIG)         | DSQ-2         | Jonas Bade (PNG)          |
| Vukašin Dobrašinović (YUG)   | 3-2           | Borislav Abadzhiev (BUL)  |
| Adrian Carew (GUY)           | 5-0           | Bilal el-Masri (LIB)      |
| Lórant Szabó (HUN)           | 3-2           | Víctor Pérez (PUR)        |
| Reiner Gies (FRG)            | WO            | Basil Maelagi (SOL)       |
| David Kamau (KEN)            | RSC-1         | Abidnasir Shahab (JOR)    |
| Martin Ndongo-Ebanga (CMR)   | RSC-1         | Hubert Wester (ARU)       |
| Sodnom Altansukh (MGL)       | 3-2           | Pravit Suwanichit (THA)   |
| Dan Odingo (UGA)             | WO            | Ollo Destre (GAB)         |

### Andra rundan
| Vinnare                    | Resultat     | Förlorare                  |
| Andra rundan               | Andra rundan | Andra rundan               |
| -------------------------- | ------------ | -------------------------- |
| Grahame Cheney (AUS)       | RSC-2        | Miguel González (PAR)      |
| Ike Quartey (GHA)          | 5-0          | José Saizozema (DOM)       |
| Todd Foster (USA)          | KO-2         | Kampompo Miango (ZAI)      |
| Chun Jil-chun (KOR)        | RSC-3        | Liasu Braimoh (NGR)        |
| Duke Chinyadza (ZIM)       | 3-2          | Andrzej Mozdzen (POL)      |
| Humberto Rodriguez (MEX)   | RSC-2        | Apete Temo (FIJ)           |
| Howard Grant (CAN)         | RSC-1        | Andreas Otto (GDR)         |
| Lars Myrberg (SWE)         | 4-1          | Ahmed Khanji (SYR)         |
| Ludovic Proto (FRA)        | RSC-1        | Mark Elliott (GBR)         |
| Vjatjeslav Janovskij (URS) | RSC-3        | Rashid Matumla (TAN)       |
| Lyton Mphande (MAW)        | WO           | Khalid Rahilou (MAR)       |
| Anthony Mwamba (ZAM)       | RSC-1        | Anoumou Aguiar (NIG)       |
| Adrian Carew (GUY)         | 4-1          | Vukašin Dobrašinović (YUG) |
| Reiner Gies (FRG)          | 5-0          | Lórant Szabó (HUN)         |
| David Kamau (KEN)          | 5-0          | Martin Ndongo-Ebanga (CMR) |
| Sodnom Altansukh (MGL)     | RSC-2        | Dan Odingo (UGA)           |

### Tredje rundan
| Vinnare                    | Resultat      | Förlorare            |
| Tredje rundan              | Tredje rundan | Tredje rundan        |
| -------------------------- | ------------- | -------------------- |
| Grahame Cheney (AUS)       | 5-0           | Ike Quartey (GHA)    |
| Todd Foster (USA)          | KO-2          | Chun Jil-chun (KOR)  |
| Humberto Rodriguez (MEX)   | KO-1          | Duke Chinyadza (ZIM) |
| Lars Myrberg (SWE)         | 4-1           | Howard Grant (CAN)   |
| Vjatjeslav Janovskij (URS) | 5-0           | Ludovic Proto (FRA)  |
| Anthony Mwamba (ZAM)       | KO-2          | Lyton Mphande (MAW)  |
| Reiner Gies (FRG)          | 3-2           | Adrian Carew (GUY)   |
| Sodnom Altansukh (MGL)     | 5-0           | David Kamau (KEN)    |

### Kvartsfinaler
| Vinnare                    | Resultat      | Förlorare                |
| Kvartsfinaler              | Kvartsfinaler | Kvartsfinaler            |
| -------------------------- | ------------- | ------------------------ |
| Grahame Cheney (AUS)       | 3-2           | Todd Foster (USA)        |
| Lars Myrberg (SWE)         | KO-1          | Humberto Rodriguez (MEX) |
| Vjatjeslav Janovskij (URS) | 5-0           | Anthony Mwamba (ZAM)     |
| Reiner Gies (FRG)          | 4-1           | Sodnom Altansukh (MGL)   |

### Semifinaler
| Vinnare                    | Resultat    | Förlorare          |
| Semifinaler                | Semifinaler | Semifinaler        |
| -------------------------- | ----------- | ------------------ |
| Grahame Cheney (AUS)       | 5-0         | Lars Myrberg (SWE) |
| Vjatjeslav Janovskij (URS) | KO-1        | Reiner Gies (FRG)  |

### Final
| Vinnare                    | Resultat | Förlorare            |
| Final                      | Final    | Final                |
| -------------------------- | -------- | -------------------- |
| Vjatjeslav Janovskij (URS) | 5-0      | Grahame Cheney (AUS) |